# Palermo FC

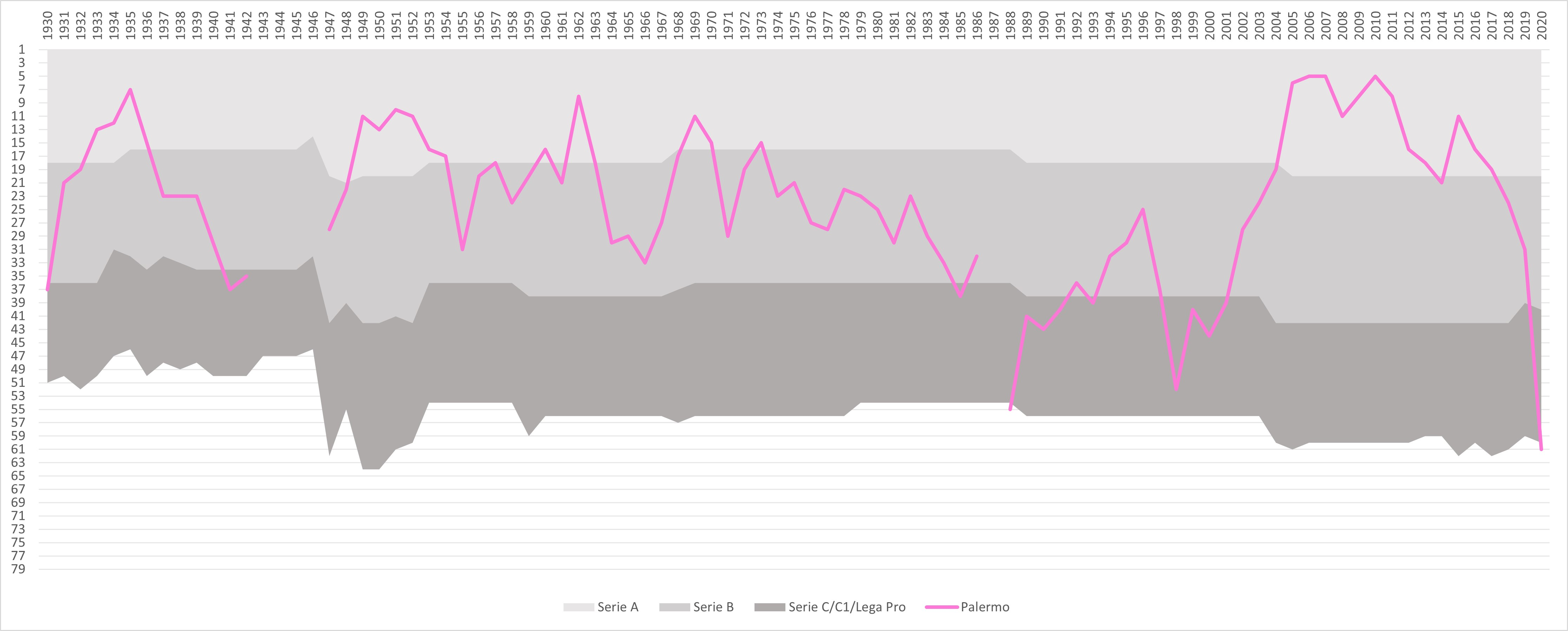
Sự tiến bộ của Palermo trong cấu trúc giải đấu bóng đá Ý kể từ mùa giải đầu tiên của một Serie A thống nhất (1929/30)

Palermo Football Club, thường được gọi là Palermo (phát âm tiếng Ý: [tʃit'ta di paˈlɛrmo]), là một câu lạc bộ bóng đá Ý có trụ sở tại Palermo, Sicily. Được thành lập vào năm 1900 với tên Câu lạc bộ thể thao và bóng đá Anglo Palermitan, câu lạc bộ có nhiều tên khác nhau trước khi có hình thức hiện tại vào năm 1987, và là câu lạc bộ bóng đá hàng đầu của đảo Sicily. Trong lịch sử của mình, Palermo đã chơi ở tất cả các cấp bậc chuyên nghiệp của Ý và tham gia một số mùa giải Serie A trong những năm 1950, 1960 và đầu những năm 1970, cũng kết thúc với tư cách là á quân Coppa Italia hai lần trong giai đoạn đó.
Sau khi trở lại Serie A năm 2004, câu lạc bộ đã trở thành một trong những đội nổi bật nhất ở Ý, cung cấp bốn cầu thủ cho đội tuyển Ý đã giành được FIFA World Cup 2006. Đội đã giành được suất tham gia UEFA Cup trong ba mùa liên tiếp, suýt có suất UEFA Champions League vào năm 2007 và 2010, và thua trận chung kết Coppa Italia thứ ba vào năm 2011.
Màu sắc chính thức của đội là hồng và đen. Các màu sắc tạo ra biệt danh rosanero của đội; một biệt danh ít phổ biến khác là aquile, đề cập đến đại bàng trên cả logo chính thức của câu lạc bộ và huy hiệu của thành phố Palermo.
Palermo FC chơi trên sân nhà của mình tại Sân vận động Renzo Barbera (trước đây gọi là La Favita), có sức chứa 36.349 người kể từ năm 2007 ,sân ban đầu được xây dựng vào năm 1932, và được cải tạo vào cuối những năm 1980.

## Lịch sử
Câu lạc bộ được thành lập vào tháng 11 năm 1900. Đây là đội bóng lâu đời nhất ở Sicily, thứ hai ở Nam Ý sau Lazio, được thành lập vào tháng 1 năm 1900.

### Lịch sử ban đầu (1898-1947)

Logo FBC cổ xưa

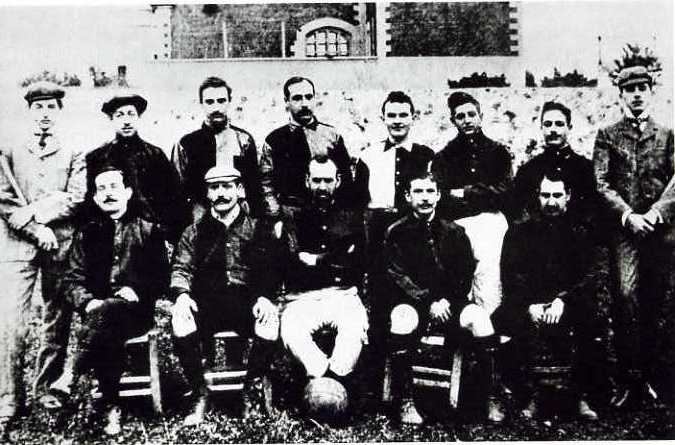
Đội hình Câu lạc bộ thể thao & bóng đá Anglo-Palermitan đầu tiên, 1900

Có một số tranh luận về ngày chính xác câu lạc bộ được thành lập. Một số nhà chức trách nghĩ rằng có thể sớm nhất là vào năm 1898 do sự tồn tại của các giấy tờ gửi cho Joseph Whitaker, lãnh sự Anh tại Palermo và ban đầu được cho là chủ tịch câu lạc bộ đầu tiên, về một đội bóng đá Palermitan được thành lập vào tháng 4 năm đó. Trên thực tế, có một sự giải thích sai có thể xảy ra đối với một số nguồn: vào tháng 4 năm 1897, những người sáng lập sau này của Palemo Calcio đã thành lập Hiệp hội Câu lạc bộ Thể thao. Ngày thành lập phổ biến nhất và được tuyên bố chính thức là ngày 1 tháng 11 năm 1900, với tên Câu lạc bộ thể thao và bóng đá Anglo Palermitan. Câu lạc bộ được cho là được thành lập bởi Ignazio Majo Pagano, một đồng nghiệp trẻ Palermitan của Whitaker, người đã phát hiện ra bóng đá khi còn học đại học ở London ở Anh, nơi trò chơi bóng đá hiện đại bắt nguồn. Các nhân viên ban đầu bao gồm ba người Anh và chín người bản địa của Palermo, với Whitaker là chủ tịch danh dự, Edward De Garston làm chủ tịch nhậm chức và với màu đỏ và xanh như màu ban đầu của đội. Trận đấu bóng đá được ghi nhận đầu tiên, được chơi bởi đội vào ngày 30 tháng 12 năm 1900, đã kết thúc với thất bại 5-0 trước một đội bóng nghiệp dư Anh không xác định. Trận đấu chính thức đầu tiên, diễn ra vào ngày 18 tháng 4 năm 1901 trước Câu lạc bộ bóng đá Messina, đã kết thúc với chiến thắng 3-2 thuộc về đội bóng Palermitan.
Vào năm 1907, câu lạc bộ đã đổi tên thành Câu lạc bộ bóng đá Palermo và màu sắc của đội được đổi thành màu hồng và đen hiện tại. Từ năm 1908 cho đến sự kiện cuối cùng vào năm 1914, Palermo đã góp mặt trong Cup Thách thức Lipton, do doanh nhân người Scotland Sir Thomas Lipton tổ chức. Cuộc thi đã chứng kiến họ đối đầu với Napoli; Palermo đã vô địch cuộc thi ba lần, trong đó có chiến thắng 6-0 năm 1912.
Sau một khoảng cách trong Thế chiến I, câu lạc bộ đã được tái lập vào năm 1919 với tên Unione Sportiva Palermo, bởi một ủy ban của sinh viên đại học và vận động viên trẻ. Trong những năm đầu thập niên 1920, câu lạc bộ chủ yếu thi đấu tại Campionato Lega Sud, một giải bóng đá ở miền Nam nước Ý, lọt vào bán kết năm 1924 trước khi bị Audace Taranto, Alba Roma và Internaples loại. Câu lạc bộ đã bị giải thể vào năm 1927 do vấn đề tài chính, nhưng đã được cải tổ một năm sau đó sau khi sáp nhập với Vigor Palermo dưới tên Câu lạc bộ FootBall Palermo. Ban đầu được tham gia Prima Divisione (Giải hạng nhất), tương đương với Serie C1 ngày nay, đội được thăng hạng Serie B năm 1930 và cuối cùng đến Serie A năm 1932. Từ mùa giải đầu tiên của đội ở hạng đấu cao nhất của Ý, Palermo đã chuyển đến một ngôi nhà mới, Stadio Littorio (Sân vận động Lictorian) trong khu phố Favita, ngày nay được gọi là Sân vận động Renzo Barbera. Câu lạc bộ đã chơi tại Serie A cho đến năm 1936, khi họ bị xuống hạng ở Serie B và lần đầu tiên gặp Catania trong trận derby Sicilia.
Năm 1936, Palermo bị chế độ phát xít buộc phải thay đổi dải màu thành màu vàng và đỏ, sau màu chính thức của đô thị địa phương. Trong khi đó, những khó khăn kinh tế nảy sinh, vào năm 1940, họ đã bị Liên đoàn bóng đá Ý trục xuất vì vấn đề tài chính. Việc sáp nhập với Unione Sportiva Juventina Palermo đã mang lại nền tảng của Unione Sportiva Palermo-Juventina, gia nhập Serie C vào năm 1941 và Serie B vào năm 1942.

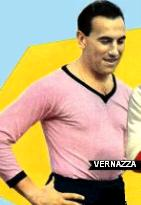
Cầu thủ ghi bàn của Palermo, Santiago Vernazza

Câu lạc bộ không thể kết thúc mùa giải 1942-43 do sự xuất hiện của chiến tranh thế giới thứ hai. Đồng thời, màu hồng và đen được chọn vì Sicily trở thành "vùng chiến tranh". Sau cuộc xung đột, câu lạc bộ đổi tên thành US Palermo.

### Những năm sau chiến tranh (1947-2002)
Sau Thế chiến II, đội trở lại Serie A bằng cách giành chức vô địch Serie B năm 1947. Đội hình mới của Palermo có sự góp mặt của những cầu thủ như huyền thoại Tiệp Khắc Čestmír Vycpálek, người đã ký hợp đồng từ Juventus cùng với Conti, Carmelo Di Bella và Pavesi. Palermo chơi Serie A cho đến khi họ xuống hạng năm 1954. Những thay đổi lớn trong hội đồng quản trị, cũng như công việc của người quản lý và đội tuyển, đã chứng tỏ thành công và câu lạc bộ trở lại Serie A vào năm 1956. Palermo đã trở thành một " câu lạc bộ yo-yo ", liên tục lên và xuống giữa hai giải đấu hàng đầu của Ý. Một số ngôi sao đã chơi cho Palermo trong giai đoạn này, như tiền đạo người Argentina, Santiago Vernazza (51 bàn sau 115 trận với Rosanero), thủ môn Roberto Anzolin và Carlo Mattrel, Giuseppe Furino và Franco Causio. Palermo đã đánh dấu mùa giải tốt nhất của mình trong mùa giải 1961-62, kết thúc ở vị trí thứ tám tại Serie A. Tuy nhiên, vào năm 1963, họ đã xuống hạng ở Serie B, nơi họ chơi trong năm mùa. Palermo đã chơi một lần nữa ở Serie A từ năm 1968 đến 1970.
Năm 1970, Renzo Barbera tiếp quản câu lạc bộ với tư cách là chủ tịch mới. Sau năm 1973, Palermo FBC vẫn vững chắc ở Serie B. Mặc dù vậy, Palermo đã lọt vào hai trận chung kết Cúp quốc gia Ý, cả hai đều thua trong gang tấc: năm 1974 trước Bologna trong loạt sút luân lưu và năm 1979 trước Juventus sau hiệp phụ. Barbera rời câu lạc bộ vào năm 1980 và Palermo đã xuống hạng Serie C1 bốn năm sau đó. Mùa giải 1985-86, tuy nhiên, là lần cuối cùng cho Palermo FBC khi vừa tự cứu mình khỏi sự xuống hạng, câu lạc bộ đã bị liên đoàn bóng đá trục xuất vì vấn đề tài chính. Vào mùa hè năm 1987, sau một năm không có bóng đá chuyên nghiệp ở Palermo, câu lạc bộ đã được thành lập lại mang tên hiện tại và bắt đầu chơi ở Serie C2, đội bóng đã nhanh chóng giành chiến thắng.
Trong những năm 1990, Palermo đã chơi giữa Serie B và Serie C1 và có vài thành tích ghi nhận, chẳng hạn như mùa giải 1995-96 Serie B và Coppa Italia, dừng chân ở tứ kết và một số điểm trầm như xuống hạng năm 1998 Serie C2 sau thất bại ở trận play-off trước Battipagliese, sau đó bị liên đoàn giữ lại để lấp chỗ trống giải đấu.
Vào tháng 3 năm 2000, Chủ tịch của Roma, Franco Sensi đã lãnh đạo một công ty cổ phần mua Palermo và Sergio D'Antoni trở thành chủ tịch của Palermo  và đội được thăng hạng lên Serie B một năm sau đó sau vòng đấu cuối cùng đầy kịch tính khi giành vị trí đầu tiên từ Messina - đối thủ cùng hòn đảo. Mùa giải trở lại đầu tiên ở Serie B, với Bortolo Mutti là huấn luyện viên trưởng và kết thúc ở vị trí giữa bảng.

### Kỷ nguyên Zamparini: trở lại Serie A và những năm châu Âu (2002-2013)

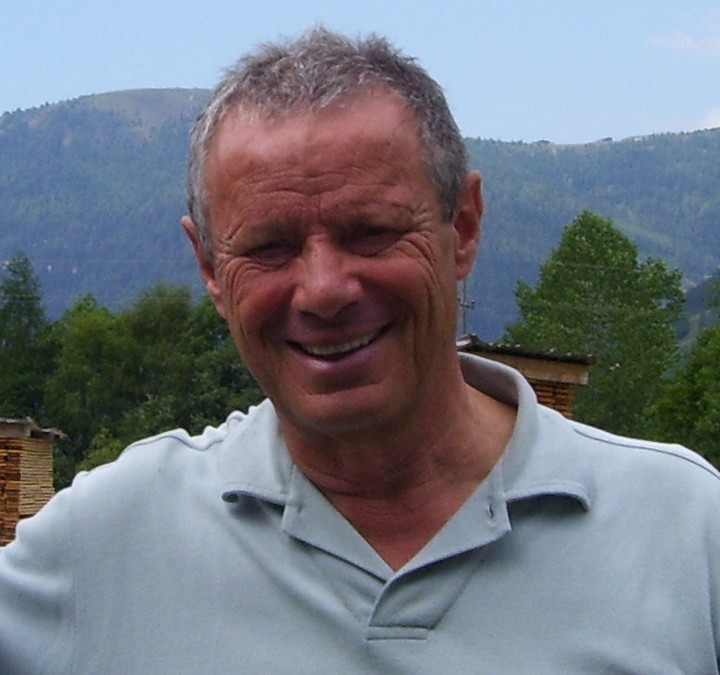
Chủ tịch và chủ sở hữu của Palermo, Maurizio Zamparini

Vào mùa hè năm 2002, Friulian doanh nhân và Venezia chủ Maurizio Zamparini đã mua câu lạc bộ từ Franco Sensi trong một hợp đồng trị giá € 15 triệu, với ý định rõ ràng là sẽ đưa Palermo trở lại Serie A và thành lập câu lạc bộ như một đội bóng tham gia Serie A thường xuyên với mục đích tham gia các cuộc thi ở châu Âu. Palermo đã thất bại trong lần thử đầu tiên đến Serie A vào năm 2002-03 vào tuần cuối cùng của mùa giải, nhưng sau đó đã đạt được mục tiêu sau một mùa giải 2003-04 khó khăn nhưng thành công, khi chứng kiến Palermo lên ngôi vô địch Serie B và thăng hạng Serie A sau 31 năm, dưới thời huấn luyện viên trưởng Francesco Guidolin, người được thuê vào tháng 1 năm 2004 để thay thế cho việc sa thải Silvio Baldini.
Mùa giải 2004-05, lần đầu tiên ở Serie A cho câu lạc bộ Palermo kể từ năm 1973, đã kết thúc với vị trí thứ sáu xuất sắc, đảm bảo đủ điều kiện cho sự tham gia Cúp UEFA Cup 2005-06 lần đầu tiên trong lịch sử. Luca Toni đã phá vỡ kỷ lục ghi bàn của Palermo Serie A bằng cách ghi được 20 bàn thắng. Guidolin rời đi vào năm 2005 và được thay thế bởi Luigi Delneri, người không thể lặp lại thành công của người tiền nhiệm và sau đó được thay thế bởi Giuseppe Papadopulo. Mặc dù có vị trí thứ tám không mấy ấn tượng ở Serie A, nhưng Palermo đã lọt vào vòng 16 đội cuối cùng tại UEFA Cup cũng như vòng bán kết Coppa Italia. Sự trở lại của Guidolin được theo sau bởi Palermo được tham gia  UEFA Cup một lần nữa do vụ bê bối Serie A năm 2006 và các cầu thủ của Andrea, Andrea Barzagli, Cristian Zaccardo, Simone Barone và Fabio Grosso lên ngôi vô địch World Cup 2006. Một số bản hợp đồng ấn tượng đã được thực hiện để thành lập một đội ngũ đầy tham vọng, và một khởi đầu tốt đẹp trong chiến dịch 2006-07 xuất hiện để xác nhận điều này. Tuy nhiên, một chuỗi 11 trận không thắng, đã buộc Palermo phải rơi từ vị trí thứ ba xuống thứ bảy, kết thúc mùa giải ở vị trí thứ năm và đảm bảo một suất tham dự vòng loại UEFA Cup.
Trong mùa giải 2007-08, huấn luyện viên mới nổi Stefano Colantuono đã được bổ nhiệm tại vị trí của Guidolin. Một số màn trình diễn ấn tượng đã khiến Rosanero đứng ở vị trí thứ tám, kém bảy điểm so với vị trí thứ tư của UEFA Champions League và thất bại 5-0 trước Juventus đã khiến Zamparini phải sa thải Colantuono vào ngày 26 tháng 11 năm 2007 và gọi Guidolin làm vị huấn luyện viên thứ tư của Palermo. Vào ngày 24 tháng 3 năm 2008, Guidolin đã bị sa thải và rời câu lạc bộ lần thứ tư và người tiền nhiệm là Stefano Colantuono quay lại đảm nhiệm vị trí này lần thứ hai trong mùa giải.
Colantuono đã được xác nhận là huấn luyện viên của Palermo trong mùa giải 2008-09. Trong thị trường chuyển nhượng mùa hè, các ngôi sao của câu lạc bộ như Amauri, Andrea Barzagli và Cristian Zaccardo đã được bán. Bản hợp đồng mới bao gồm các cầu thủ quốc tế Ý cũ và hiện tại Marco Amelia, Fabio Liverani và Antonio Nocerino. Rosanero bắt đầu mùa giải của họ với trận thua 2-1 đáng thất vọng trước đội đang chơi ở Lega Pro Prima Divisione là  Ravenna ở vòng ba Coppa Italia. Chỉ sau một trận đấu từ mùa giải mới, trận thua 3-1 trước Udinese, Zamparini đã sa thải Colantuono, và vai trò huấn luyện viên trưởng được trao cho Davide Ballardini. Với Ballardini là huấn luyện viên trưởng, Palermo đã kết thúc mùa giải với vị trí thứ tám, và cũng giành được danh hiệu quốc gia Campionato Nazionale Primavera đầu tiên, dưới sự dẫn dắt của huấn luyện viên trẻ Rosario Pergolizzi. Sau khi kết thúc mùa giải, Palermo đã đuổi Ballardini khỏi vị trí huấn luyện sau những bất đồng với hội đồng quản trị, và thay thế ông bằng Walter Zenga, người được bổ nhiệm từ đối thủ của Sicilia Catania đã được chào đón một cách bất ngờ đối với những người ủng hộ cả hai bên. Dưới triều đại Zenga, tuy nhiên, chỉ kéo dài 13 trận, như ông đã bị sa thải vào ngày 23 Tháng 11 năm 2009 do màn trình diễn nghèo nàn, trớ trêu thay sau một trận hòa 1-1 trên sân nhà với đối thủ cùng đảo Sicilia và đội bóng cũ Zenga là Catania, với cựu HLV Lazio Delio Rossi được bổ nhiệm tại vị trí của mình. Dưới sự dẫn dắt của Delio Rossi, kết quả đã được cải thiện đáng kể và Palermo đã lập kỷ lục bảy trận thắng liên tiếp trên sân nhà, và cũng đạt được kết quả đáng nhớ như hai chiến thắng 2-0 trước đại gia Ý Milan và Juventus. Chiến thắng thứ hai, đạt được vào tháng Hai, đã đưa Palermo vượt qua Bianconeri ở vị trí thứ tư, đưa Rosanero trở thành ứng cử viên nặng ký cho một vị trí Champions League, mà cuối cùng họ thua Sampdoria chỉ một điểm. Mùa giải như vậy cũng ra mắt những ngôi sao mới nổi như tiền vệ Javier Pastore và thủ môn Salvatore Sirigu, người đã trở thành một phần không thể thiếu trong các trận đấu quốc tế tương ứng của họ. 

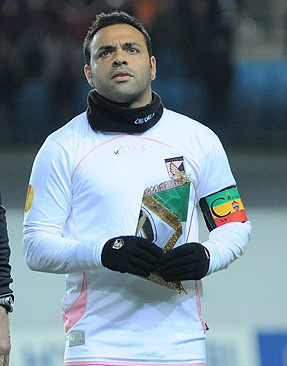
Cựu đội trưởng câu lạc bộ Fabrizio Miccoli

Mùa giải mới bắt đầu với Delio Rossi vẫn phụ trách câu lạc bộ: Simon Kjær và Edinson Cavani rời câu lạc bộ, và một vài cầu thủ trẻ triển vọng hơn đã được ký kết (đáng chú ý nhất là Ezequiel Muñoz của Argentina và bộ đôi Armin Bačinović và Josip Ili  nhiều kinh nghiệm hơn như chuyển nhượng Massimo Maccarone và Mauricio Pinilla. Mùa giải 2010-11 cũng đánh dấu sự trở lại của bóng đá châu Âu với UEFA Europa League. Palermo đã lọt vào trận chung kết Coppa Italia thứ ba của họ sau khi đánh bại Milan 4-3 chung cuộc vào ngày 10 tháng 5 năm 2011, thua 3-1 trước Internazionale trong trận chung kết. Trong mùa giải 2011-12, Delio Rossi đã được thay thế bởi cựu huấn luyện viên Chievo, Stefano Pioli, người đã bị sa thải trước mua giải Serie A sau khi bị loại bởi đội bóng Thụy Sĩ FC Thun ở vòng sơ loại Europa League. Trong một động thái có phần bất ngờ, Pioli đã được thay thế bởi huấn luyện viên đội dưới 19 tuổi Devis Mangia, không có kinh nghiệm quản lý nào ngoài đội trẻ và cấp độ giải đấu nhỏ; mặc dù vậy, Mangia đã biến vận may của thành phố Palermo bằng cách dẫn dắt Rosanero ở vị trí thứ năm nhờ chuỗi 6 trận thắng liên tiếp trên sân nhà liên tiếp, do đó xứng đáng nhận được một hợp đồng dài hạn tại câu lạc bộ. Tuy nhiên, một chuỗi các kết quả tồi tệ đã khiến cho Palermo thất bại ba lần liên tiếp, bao gồm việc loại khỏi Coppa Italia và một trận thua đáng thất vọng trong trận derby Sicilia, thuyết phục Zamparini thay thế Mangia bằng Bortolo Mutti giàu kinh nghiệm hơn. Palermo đã đến thứ 16 trong mùa giải đó.

### Những năm sau của Zamparini và trở lại Serie B (2013-2018)

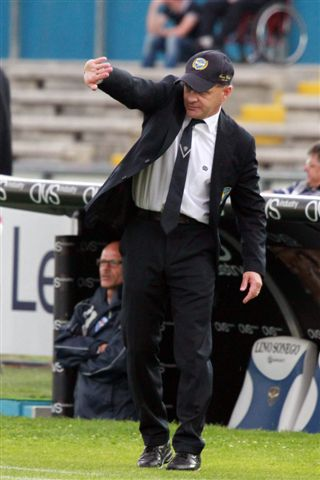
Giuseppe Iachini, trước đây là một tiền vệ của Palermo vào những năm 1990, đã thay thế Gattuso làm huấn luyện viên trưởng trong mùa giải 2013-14 và dẫn dắt câu lạc bộ giành chức vô địch Serie B và phá kỷ lục điểm Serie-B cao nhất

Trong mùa giải 2012-13, Zamparini đến với một cuộc cách mạng nhân viên khác, bổ nhiệm Giorgio Perinetti làm giám đốc mới của bóng đá và Giuseppe Sannino làm quản lý, cả hai đều đến từ Siena. Doanh thu đáng kể bao gồm việc bán Federico Balzaretti và Giulio Migliaccio, những người đã rời Rosanero như một phần của tái cấu trúc đội bóng. Mùa giải bắt đầu theo cách không thể nào tệ hơn, dẫn đến Gian Piero Gasperini và Pietro Lo Monaco lần lượt thay thế Sannino và Perinetti. Khi Palermo xuống khu vực xuống hạng, Alberto Malesani thay thế Gasperini trong ba trận đấu, Perinetti trở lại vị trí của Lo Monaco, và cuối cùng Sannino được thuê lại để thay thế Gasperini. Mặc dù kết quả tăng nhẹ, Palermo đã kết thúc mùa giải ở vị trí thứ 18, do đó bị xuống hạng ở Serie B sau chín mùa liên tiếp ở giải đấu cao nhất.
Đối với mùa giải Serie B mới, Zamparini đã bổ nhiệm cựu ngôi sao đội tuyển quốc gia Milan và Ý Gennaro Gattuso làm huấn luyện viên mới, mặc dù ông có ít kinh nghiệm quản lý trước đó; ông đã bị sa thải vào tháng 9 năm 2013, người quản lý thứ 28 bị sa thải trong 11 năm. Tuy nhiên, vận may đã bị đảo ngược khá nhanh, khi Palermo thăng hạng trở lại Serie A cho mùa 2014-15 nhờ chiến thắng 1-0 trước Novara vào ngày 3 tháng 5 năm 2014 dưới sự dẫn dắt của Giuseppe Iachini, người đã nắm quyền huấn luyện sau Gattuso bị sa thải do kết quả kém, với việc Rosanero trong mùa giải Serie B kỷ lục đã kết thúc với 86 điểm, nhiều hơn một so với những người giữ kỷ lục trước đó là Juventus, Chievo và Sassuolo (tất cả đều ở định dạng Serie B gồm 22 đội).
Do kết quả thành công của mình, Palermo đã xác nhận Iachini là huấn luyện viên trưởng cho mùa giải 2014-15 Serie A, và đồng ý gia hạn hợp đồng cho đến tháng 6 năm 2016. Giám đốc mới của bóng đá, Franco Ceravolo (trước đây là một tuyển trạch viên của Juventus), thay vào đó được thay cho Perinetti, nhưng đã bị sa thải (với Iachini được xác nhận thay thế) sau khi mùa giải ảm đạm khiến Zamparini phải can thiệp để xoay chuyển vận may của đội bóng.. Sự thay đổi nhân viên ở Palermo hóa ra cuối cùng đã thành công, với việc sau đó, Palermo đã thắng nhiều trận và tham gia vào cuộc chiến giành vị trí tại UEFA Europa League nhờ vào lực lượng nổi bật toàn Argentina của Paulo Dybala và Franco Vázquez.
Mùa 2015-16, Palermo bắt đầu mùa giải mà không có Dybala sau khi cầu thủ trẻ chuyển đến Juventus; Do đó, Rosanero đã dựa vào tiền đạo Alberto Gilardino để chơi như một đối tác của Vázquez. Vào ngày 10 tháng 11 năm 2015, HLV Giuseppe Iachini đã bị sa thải do kết quả đáng thất vọng và được thay thế bởi Davide Ballardini. Ballardini chỉ tham gia trong 7 trận đấu với Palermo trước khi bị Zamparini sa thải sau khi rơi xuống bảng xếp hạng một cách ngoạn mục với các cầu thủ của Palermo. Đội trưởng của đội bóng xứ Wales, Stefano Sorrentino báo cáo rằng trong chiến thắng 1-0 trước Hellas Verona, huấn luyện viên đã không nói chuyện với các cầu thủ của họ trước và sau trận đấu. Rosanero sau đó đã thuê Guillermo Barros Schelotto làm huấn luyện viên mới, mặc dù anh ta không có giấy tờ cần thiết để được đăng ký làm huấn luyện viên của Palermo, vì vậy, vị trí của anh ấy đã được huấn luyện viên đội trẻ Primavera, ông Jac Bosi đảm nhận trong chiến thắng 4-1 trước Udinese và Schelotto đã được đăng ký làm người quản lý đội trong trận đấu đó. Vị trí quản lý "chính thức" của Bosi sau đó đã được đảm nhiệm bởi Giovanni Tedesco, với Schelotto vẫn đang chờ giấy tờ của ông. Vào ngày 10 tháng 2 năm 2016, sau khi Schelotto từ chức sau khi UEFA từ chối trao cho ông ta tư cách huấn luyện giải đấu châu Âu hợp lệ, Palermo tuyên bố đã thăng chức huấn luyện viên trẻ Primavera, ông Jac Bosi làm huấn luyện viên trưởng mới, với Tedesco là cộng tác viên kỹ thuật. Năm ngày sau, Bosi bị cách chức và Iachini được bổ nhiệm lại làm quản lý. Vào ngày 10 tháng 3, Iachini lại bị cách chức một lần nữa, vì Walter Novellino được chỉ định làm người thay thế. Novellino sau đó đã bị sa thải vào ngày 11 tháng 4. Davide Ballardini đã được phục hồi một ngày sau đó cho sự thay đổi người quản lý thứ chín trong mùa giải đó. Vào ngày 15 tháng 5, Palermo đã thoát khỏi sự xuống hạng vào ngày cuối cùng của giải đấu với chiến thắng cần thiết trước Hellas Verona 3-2, giữ vị trí thứ 16.
Đối với mùa 2016-17, Zamparini bổ nhiệm lại Rino Foschi làm giám đốc bóng đá; Tuy nhiên, ông đã từ chức chỉ sau một tháng phụ trách và được thay thế bởi cựu giám đốc của Trapani, Daniele Faggiano. Hầu hết các cầu thủ cao cấp như Gilardino, Sorrentino, Vázquez và Maresca đã được bán và chủ yếu được thay thế bằng Alessandro Diamanti cộng với một số cầu thủ nước ngoài trẻ tuổi và gần như vô danh. Ballardini, người ban đầu được xác nhận là huấn luyện viên trưởng, đã rời vị trí của mình sau trận hòa tại Inter Milan vào ngày thứ hai của mùa giải và được thay thế bằng tân binh tham gia Serie A, Roberto De Zerbi. Sự thất bại của De Zerbi với chức danh huấn luyện viên trưởng của Palermo kết thúc trong ảm đạm khi ông bị sa thải sau khi bị loại khỏi Coppa Italia trên sân nhà trước đội bóng Serie B Spezia, và sau bảy trận thua liên tiếp, với cựu đội trưởng của câu lạc bộ, Eugenio Corini tiếp quản. Điều này được theo sau bởi sự từ chức của Faggiano; Vai trò của anh không được lấp đầy khi Zamparini tuyên bố ý định ra đi trong thị trường chuyển nhượng tháng 1 năm 2017 với sự hỗ trợ của một số chuyên gia tư vấn của anh, chủ yếu là Gianni Di Marzio, chuyên gia bóng đá Davor Ćurković và Dario Šimić (người được tuyên bố chính thức là một phần của các câu lạc bộ không huấn luyện nhân viên). Sau hai thất bại nữa trước các đối thủ cùng chiến đấu xuống hạng là Empoli và Sassuolo, không có bản hợp đồng lớn nào trong nửa đầu tháng 1 và tám điểm so với khu vực trụ hạng, tuy nhiên Zamparini đã quyết định thay đổi quyết định bằng cách bổ nhiệm Nicola Salerno làm giám đốc bóng đá mới.
Vào ngày 27 tháng 2 năm 2017, Zamparini thôi giữ chức chủ tịch của Palermo sau 15 năm phụ trách, tuyên bố rằng ông đã đồng ý về nguyên tắc bán cổ phần kiểm soát của mình cho một quỹ Anh-Mỹ không xác định, do Paul Baccaglini, người Mỹ gốc Ý Chủ tịch câu lạc bộ mới vào ngày 6 tháng 3.
Palermo kết thúc mùa giải ở vị trí thứ 19, bị xuống hạng ở Serie B. Việc tiếp quản, dự kiến ban đầu được hoàn thành vào ngày 30 tháng 4 năm 2017 và sau đó bị trì hoãn vào ngày 30 tháng 6, cuối cùng sụp đổ sau khi Zamparini, người trong lúc đó đã bổ nhiệm Bruno Tedino làm huấn luyện viên trưởng mới cho chiến dịch 2017-18 Serie B, đã từ chối lời đề nghị cuối cùng mà anh nhận được từ Baccaglini. Vào ngày 4 tháng 7 năm 2017, Baccaglini đã từ chức chủ tịch của Palermo, rơi vào tay Zamparini, sau khi các khoản tiền cần thiết không được đưa ra.
Mùa giả của Palermo trong cuộc tranh tài tại 2017-18 Serie B nhằm mục đích thăng hạng lên giải đấu cao nhất, với Bruno Tedino là huấn luyện viên trưởng và Fabio Lupo là giám đốc bóng đá. Rosanero đã kết thúc nửa đầu mùa giải ở vị trí đầu tiên; tuy nhiên, một loạt các kết quả và bất đồng tiêu cực giữa Lupo và Zamparini đã dẫn đến việc sa thải và thay thế bằng Aladino Valoti. Vì kết quả không được cải thiện, Tedino cuối cùng cũng bị loại và được thay thế bởi Roberto Stellone, người đã thất bại trong việc giành chiến thắng, kết thúc mùa giải thường ở vị trí thứ tư và cuối cùng thua trận chung kết với Frosinone. Câu lạc bộ cũng trải qua một số vấn đề hành chính dẫn đến việc Zamparini bổ nhiệm Giovanni Giammarva, một chuyên gia hành chính từ Palermo, làm chủ tịch mới.
Đối với mùa giải 2018-19 Serie B, Palermo đã buộc phải bán một số cầu thủ do vấn đề tài chính, với Antonino La Gumina đã bán cho Empoli với mức phí được báo cáo là 9 triệu euro và Igor Coronado cho Sharjah FC với giá 6 triệu euro. Với việc Tedino được bổ nhiệm lại làm huấn luyện viên trưởng, Zamparini cũng quyết định phục hồi Rino Foschi làm giám đốc bóng đá lần thứ ba và Giammarva từ chức chủ tịch vào ngày 8 tháng 8 năm 2018. Vào ngày 26 tháng 9 năm 2018, Tedino đã bị sa thải lần thứ hai và một lần nữa được thay thế bởi Stellone. Vào ngày 24 tháng 10 năm 2018, nỗ lực mua câu lạc bộ từ tay của Zamparini của Raffaello Follieri đã sụp đổ.

### Các vấn đề về quyền sở hữu và tài chính mới (2018)
Vào ngày 22 tháng 11, câu lạc bộ chính thức xác nhận thỏa thuận tiếp quản giữa Zamparini và một nhà đầu tư không được tiết lộ. Vào ngày 1 tháng 12, Zamparini đã xác nhận việc bán câu lạc bộ cho một công ty vô danh ở Luân Đôn với giá "tượng trưng" là € 10 (£ 8,75). Global Futures Sports & Entertainment (GFSE) đang làm việc thay mặt cho một nhóm các nhà đầu tư, được chính thức trình bày vào ngày 4 tháng 12 năm 2018; thuộc quyền sở hữu mới, người cũng đồng ý thanh toán khoản nợ chưa thanh toán 22,8 triệu euro (20,3 triệu bảng). Việc tiếp quản đã chính thức được bắt đầu vào ngày 29 tháng 12 năm 2018, với doanh nhân người Anh Clive Richardson, người đứng đầu nhóm mới, được bổ nhiệm làm chủ tịch câu lạc bộ mới.
Thời gian trôi qua, nó đã được tiết lộ rằng câu lạc bộ đang mắc nợ đáng kể, với những người chủ mới không đầu tư bất kỳ số tiền đáng kể nào vào câu lạc bộ. Sau một kì chuyển nhượng vào tháng 1 năm 2019 không có bản hợp đồng nào cả và những căng thẳng trong hội đồng quản trị, vào ngày 04 tháng 2 năm 2019 Clive Richardson (chủ tịch) và John Treacy (ủy viên hội đồng) rời câu lạc bộ với hiệu lực ngay lập tức, do đó nâng cao nghi ngờ thêm về tình hình tài chính của câu lạc bộ.
Vào ngày 14 tháng 2 năm 2019, với thời hạn thanh toán tiền lương sắp đến gần, người ta đã thông báo rằng Palermo đã được bán với một khoản phí danh nghĩa cho Daniela De Angeli (một cộng sự lâu năm của Zamparini, được bổ nhiệm làm CEO của câu lạc bộ) và giám đốc của bóng đá Rino Foschi, người đã trở thành Chủ tịch mới, dưới sự sắp xếp để mở đường cho một nhà đầu tư lớn mới cho câu lạc bộ.
Vào cuối mùa giải 2018-19 Serie B, Palermo ban đầu là đội xếp thứ ba với 63 điểm, nhưng được FIGC xếp ở vị trí cuối bảng xếp hạng vào ngày 13 tháng 5, do sự bất thường về tài chính, khiến họ bị loại khỏi Serie C. Theo thông cáo báo chí của FIGC, dưới quyền sở hữu của Zamparini, câu lạc bộ đã bán Mepal Srl, một phương tiện đầu tư sở hữu hình ảnh của câu lạc bộ, cho một công ty Luxembourger do Zamparini kiểm soát, và sau đó câu lạc bộ đã cho thuê lại quyền hình ảnh cho một khoản phí danh nghĩa. Tuy nhiên, sau đó Palermo đã thắng kiện và không phải xuống hạng Serie C, tuy nhiên vẫn bị trừ 20 điểm. Do đó, vẫn ở lại Serie B

## Màu sắc và huy hiệu
Huy hiệu chính thức như năm 2004 là hình ảnh màu đen/hồng với một con đại bàng sẵn sàng cất cánh, và câu lạc bộ có tên chính thức "US Città di Palermo" với chữ in hoa trên đầu. Đại bàng đại diện cho thành phố Palermo, vì đây cũng là một phần của quốc huy chính thức của thành phố.

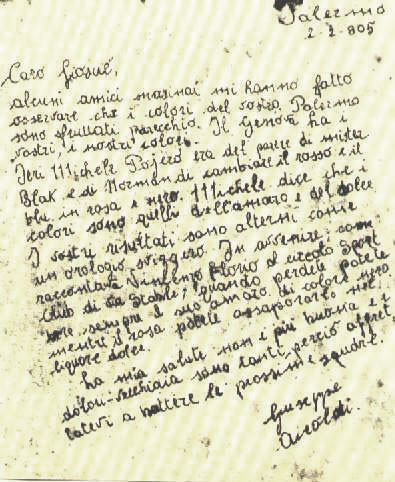
Bức thư của Airold, trong đó ông đề nghị chọn màu hồng và đen làm màu chính thức

Ban đầu, Palermo chơi với màu đỏ và xanh là màu chính thức kể từ khi thành lập vào năm 1898, nhưng quyết định chuyển sang lựa chọn màu hồng và đen hiện tại vào ngày 27 tháng 2 năm 1907, đồng thời với việc đổi tên cho Câu lạc bộ FootBall Palermo.
Sự lựa chọn màu sắc được đề xuất bởi Count Giuseppe Airoldi, một thành viên sáng lập nổi tiếng của câu lạc bộ. Trong một lá thư Airoldi viết vào ngày 2 tháng 2 năm 1905 cho ủy viên hội đồng câu lạc bộ tiếng Anh Joseph Whitaker, ông đã định nghĩa màu hồng và màu đen là "màu của buồn và ngọt", một lựa chọn mà ông khẳng định là phù hợp với một đội lên và xuống như một chiếc đồng hồ Thụy Sĩ ", cũng lưu ý rằng màu đỏ và màu xanh là sự lựa chọn màu sắc được sử dụng rộng rãi vào thời điểm đó.
Câu lạc bộ đã phải chờ đợi áo mới trong ba tháng, bởi vì không có chất liệu flannel màu hồng nào có sẵn ở Palermo và công ty may được chỉ định phải nhập nó từ Anh. Những chiếc áo mới lần đầu tiên được mặc trong trận đấu với đội thủy thủ của Sir Thomas Lipton; Trận đấu kết thúc với chiến thắng 2-1 cho Palermo. Từ năm 1936 đến 1940, đội buộc phải chơi trong màu áo đỏ vàng do sự áp đặt của chế độ phát xít Benito Mussolini (màu đỏ và màu vàng là màu chính thức của thành phố Palermo.) Khi câu lạc bộ được tái lập vào năm 1941 sau khi sáp nhập với Juventina Palermo, họ bắt đầu mặc áo sơ mi màu xanh nhạt trên sân, nhưng lại chuyển sang màu hồng và đen rất phổ biến chỉ một năm sau đó.

## Sân vận động

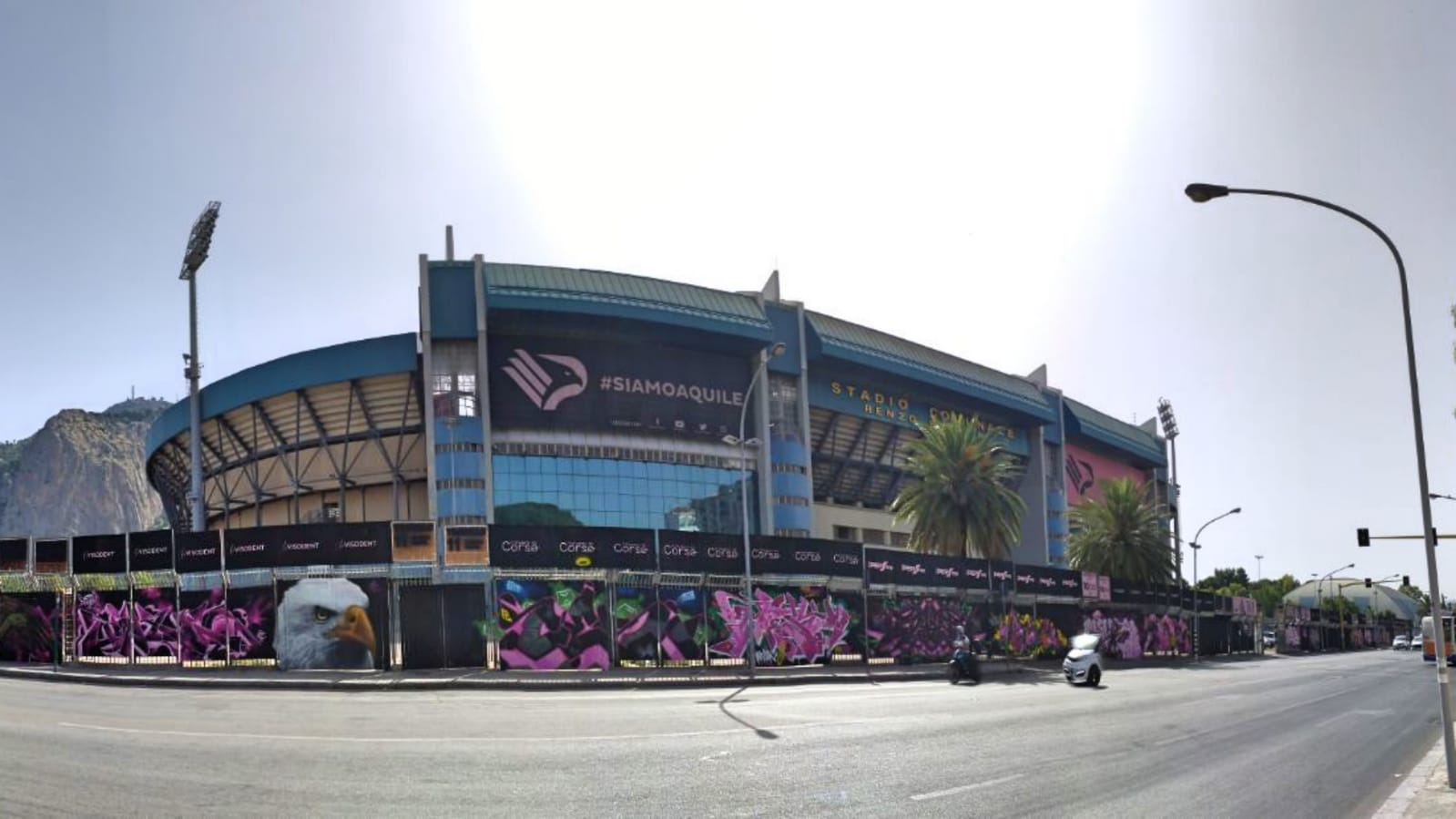
Sân vận động Renzo Barbera, Palermo

Palermo chơi các trận đấu trên sân nhà của mình tại Sân vận động Renzo Barbera, nằm trong khu phố Favita. Sân vận động được khai trương vào năm 1932, trong chế độ phát xít, với tên Stadio Littorio (Sân vận động Lictorial). Trận đấu khai mạc được diễn ra vào ngày 24 tháng 1 năm 1932, gặp Atalanta; Palermo đã thắng 5-1. Năm 1936, nó được đổi tên thành Stadio Michele Marrone sau khi một anh hùng phát xít chết trong Nội chiến Tây Ban Nha.
Ban đầu chỉ có một đường pitch, và không có phần cong, mà chỉ có sân thượng và một chỗ đứng. Vào năm 1948, sau khi Chiến tranh thế giới thứ hai kết thúc và sự sụp đổ của chế độ Phát xít, sân vận động đã giả định tên của Stadio La Favita, theo khu phố nơi nó tọa lạc, và cũng được tái cấu trúc nặng nề, không có đường pitch và hai phần cong do đó tăng sức chứa lên 30.000. Năm 1984 nó lại được mở rộng, cho công suất khoảng 50.000. Khả năng cao hơn này không đáp ứng đủ khán giá hoàn toàn khi hai lần, tương ứng trong một trận đấu ở giải Serie C1 với Messina và trận giao hữu với Juventus. Nhân dịp FIFA World Cup 1990, sân vận động đã được cải tạo với việc bổ sung chỗ ngồi, nhưng sức chứa, chỉ đạt được hai lần trước năm 1990, đã giảm xuống còn 37.619. Trong công trình cải tạo năm 1989, năm nhân viên đã chết sau sự sụp đổ của một phần của sân vận động. Năm 2002, sân vận động được đổi tên để vinh danh Renzo Barbera, chủ tịch huyền thoại của Palermo vào những năm 1970.
Kế hoạch chuyển câu lạc bộ đến một sân vận động hiện đại mới sẽ được xây dựng đã được công bố vào năm 2007 bởi chủ tịch và chủ sở hữu hiện tại của Palermo, Maurizio Zamparini; địa điểm mới dự kiến sẽ được xây dựng tại khu vực Velodromo Paolo Borsellino (một địa điểm nhỏ hơn cũng từng tổ chức một số trò chơi ở Palermo trong quá khứ) của thành phố Palermo.

## Cổ động viên

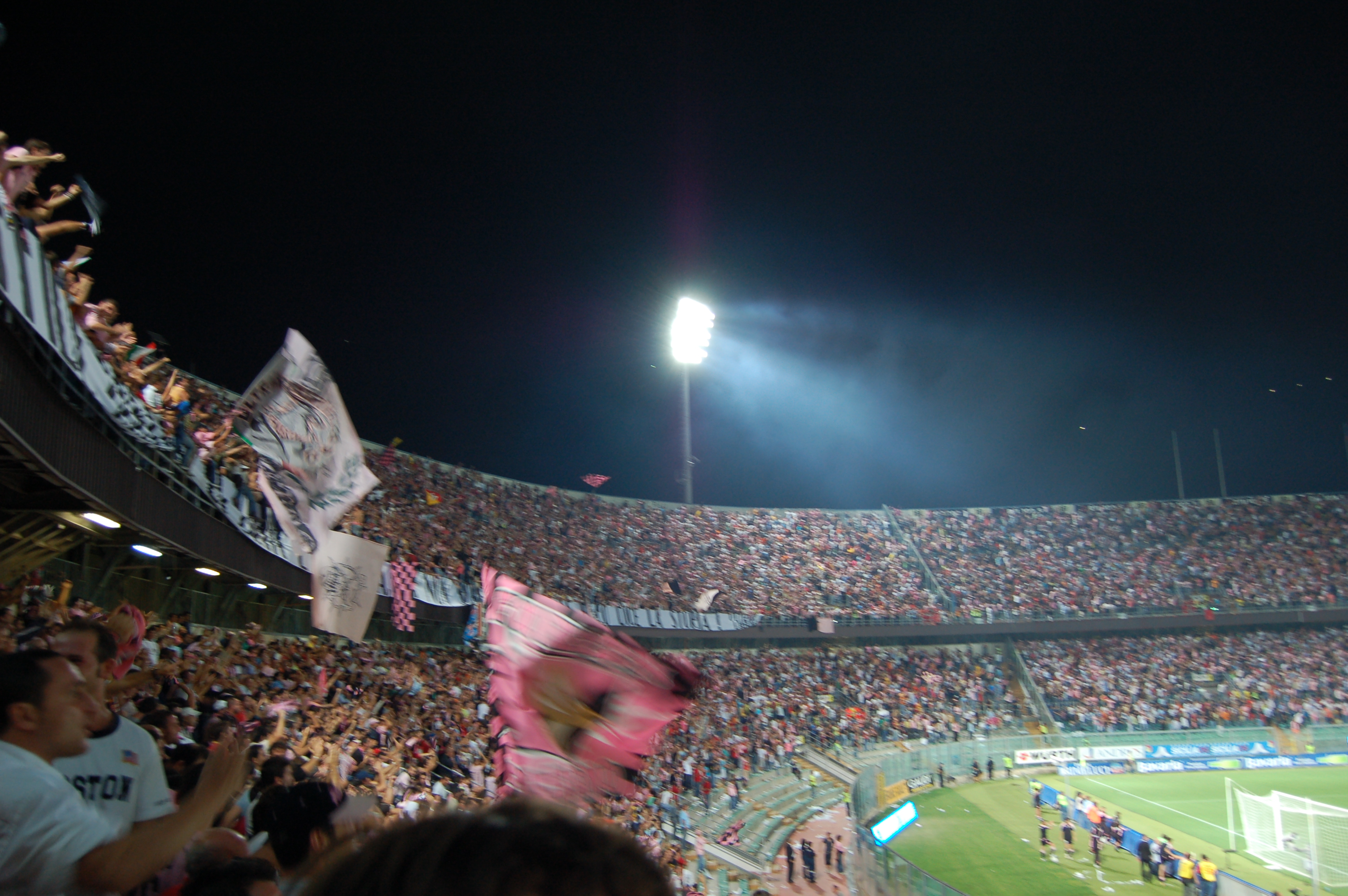
Những người ủng hộ Palermo trong trận derby Sicilia 2006

Phần lớn những người ủng hộ Palermo đến từ thành phố và khu vực lân cận. Tuy nhiên, Palermo cũng rất phổ biến trên khắp Tây Sicily, cũng như trong số những người nhập cư Sicilia ở miền bắc Italy, dẫn đến việc Palermo có một trong những trận đấu lớn nhất trong các trận đấu trên sân khách. Những người ủng hộ Palermo, chủ yếu là người di cư Sicilia, cũng có mặt bên ngoài Ý; một số người hâm mộ thành phố Palermo sống trong và xung quanh thành phố Solingen của Đức thậm chí đã thành lập một câu lạc bộ mang tên câu lạc bộ yêu thích của họ, FC Rosaneri, vào năm 2007 chơi trong giải đấu Kreisliga B.
Hỗ trợ cho Palermo có liên quan chặt chẽ với ý thức mạnh mẽ thuộc về Sicily; thật vậy, không có gì lạ khi thấy những lá cờ Sicilia được người hâm mộ vẫy chào và các ultras trong các trận đấu ở Palermo. Fan Palermo cũng được kết nghĩa với Lecce ultras. Điều thứ hai thậm chí còn được củng cố hơn trong thời gian gần đây khi mua lại Fabrizio Miccoli, người gốc ở ngoại ô Lecce và là một người ủng hộ nổi tiếng của đội địa phương, người đã trở thành một cầu thủ quan trọng và đội trưởng cho đội bóng Sicilia. Miccoli cũng là cầu thủ nổi tiếng nhất ở Palermo, lập kỷ lục về: hầu hết các bàn thắng tại giải đấu Serie A (74, từ 2007-13 2007-2013).
Đối thủ lớn nhất của Palermo là người hâm mộ Catania. Các trận đấu giữa Palermo và Catania thường được gọi là trận derby Sicilia, bất chấp sự tồn tại của đội Sicilia hợp lệ thứ ba, Messina, đội đã chơi ở Serie A cùng với Palermo và Catania trong những năm gần đây. Sự đối địch với Messina, mặc dù trong lịch sử lâu đời hơn, thay vào đó ít dữ dội hơn so với Catania.
Trận đấu lượt về mùa giả 2006-07 giữa Palermo và Catania, diễn ra vào ngày 2 tháng 2 năm 2007 tại Stadio Angelo Massimino, Catania, được nhớ đến do cái chết của cảnh sát Filippo Raciti, người bị thương trong cuộc bạo loạn giữa cảnh sát địa phương và những người ủng hộ Catania. Sự kiện này đã khiến ủy viên Liên đoàn Ý Luca Pancalli đình chỉ tất cả các giải bóng đá và các sự kiện của đội tuyển quốc gia trong cả nước trong một vài tuần.
Theo khảo sát năm 2008, có khoảng 1,47 triệu người hâm mộ ở Ý, xếp hạng trong số mười đội hàng đầu của Ý có nhiều người hâm mộ nhất.
Đáng nhớ là chuyến đi tới Rome cho trận chung kết Coppa Italia vào ngày 29 tháng 5 năm 2011 với Inter, mà Palermo đã thua 3-1. Theo dữ liệu thống kê, người ta ước tính rằng có 45.000-50.000 người hâm mộ từ Palermo, nhiều hơn những người hâm mộ Nerazzurri có mặt.
Vào ngày 13 tháng 7 năm 2012, người hâm mộ thành phố Palermo đã được công nhận là người hâm mộ fair-play nhất trong mùa giải 2011-12, cúp "Gaetano Scirea" do Hội đồng Serie A thành lập

## Thành tích
- Coppa Italia
  - Á quân (3): 1973-74, 1978-79, 2010-11
- Serie B
  - Vô địch (5): 1931-32, 1947-48, 1967-68, 2003-04, 2013-14
  - Á quân (2): 1955-56, 1958-59
- Serie C
  - Vô địch (1): 1941-42
- Serie C1
  - Vô địch (2): 1992
  - Á quân (2): 1984-85, 1990
- Serie C2
  - Vô địch (1): 1987
- Prima Divisione
  - Vô địch (1): 1929-30
- Coppa Italia Serie C
  - Vô địch (1)): 1992
  - Á quân (3): 1987-88, 1989-90, 1990-91
- Supercoppa di Lega di Serie C
  - Á quân (1): 2000-01
- Coppa Federale Siciliana

- Vô địch (1): 1920

- Cúp thử thách Whitaker

- Vô địch (1): 1908

- Cúp thử thách Lipton

- Vô địch (5): 1910, 1912, 1913, 1914, 1915

- Torneo di Tunisi
  - Vô địch (1): 1923
- Campionato Primavera:
  - Vô địch (1): 2008-09
- Campionato Nazionale Dante Berretti:
  - Vô địch (1): 2000-01
- Chuyên gia Coppa Allievi:
  - Vô địch (1): 1997-98
- Campionato Giovanissimi Regionali:
  - Vô địch (2): 2011-12, 2012-13

## Danh hiệu
Kể từ ngày 24 tháng 1 năm 2016

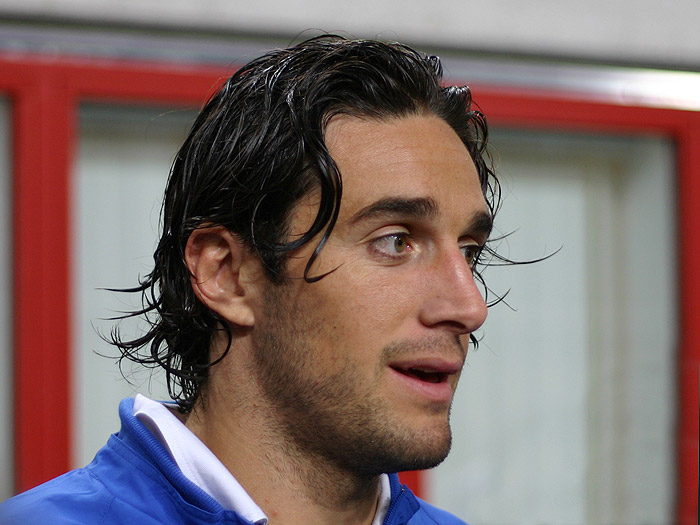
Tiền đạo người Ý Luca Toni giữ kỷ lục về số bàn thắng nhiều nhất trong một mùa giải với Palermo, ghi được 30 lần trong chiến dịch 2003 2003

Không bao gồm các trận đấu play-off giải đấu
- - Most league goals – 74, [./https://en.wikipedia.org/wiki/Fabrizio_Miccoli Fabrizio Miccoli] (2007–2013)
  - Most Serie A league goals – 74, [./https://en.wikipedia.org/wiki/Fabrizio_Miccoli Fabrizio Miccoli] (2007–2013)
  - Most Coppa Italia cup goals – 7, [./https://en.wikipedia.org/wiki/Massimo_De_Stefanis Massimo De Stefanis] (1979–1984)
  - Most Europa League/UEFA Cup goals – 4, [./https://en.wikipedia.org/wiki/Franco_Brienza Franco Brienza] (2000–2013), [./https://en.wikipedia.org/wiki/Abel_Hern%C3%A1ndez Abel Hernández] (2009–2014)
  - Most goals in all competitions – 81, [./https://en.wikipedia.org/wiki/Fabrizio_Miccoli Fabrizio Miccoli] (2007–2013)
  - Most goals in a season – 30, [./https://en.wikipedia.org/wiki/Luca_Toni Luca Toni] (2003–2004)
  - Most league appearances – 349+, [./https://en.wikipedia.org/wiki/Roberto_Biffi Roberto Biffi] (1988–1999)
  - Most European appearances – 15, [./https://en.wikipedia.org/wiki/Mattia_Cassani Mattia Cassani] (2006–2011)
  - Most Serie A league appearances – 165, [./https://en.wikipedia.org/wiki/Fabrizio_Miccoli Fabrizio Miccoli] (2007–2013)
  - Current player with most league appearances – 148, [./https://en.wikipedia.org/wiki/Mato_Jajalo Mato Jajalo]
  - Biggest win and biggest home win – 8–0 (v. [./https://en.wikipedia.org/wiki/Pro_Patria_Calcio Pro Patria], ngày 5 tháng 11 năm 1950)
  - Biggest away win – 7–1 (v. [./https://en.wikipedia.org/wiki/U.S._Lecce Lecce], ngày 23 tháng 10 năm 1994)
  - Biggest defeat and biggest away defeat – 0–9 (v. [./https://en.wikipedia.org/wiki/A.C._Milan Milan], ngày 18 tháng 2 năm 1951)
  - Biggest home defeat – 0–7 (v. [./https://en.wikipedia.org/wiki/Udinese_Calcio Udinese], ngày 27 tháng 2 năm 2011)
  - Highest number of points in Serie A league – 65 pt. ([./https://en.wikipedia.org/wiki/2009%E2%80%9310_Serie_A 2009–10]) 5th position
  - Best series without home defeats – 26 (Palermo–Lecce 5–2, ngày 15 tháng 3 năm 2009 – Palermo–Cagliari 0–0, ngày 29 tháng 8 năm 2010)
  - Greatest series of consecutive victories in Serie A league – 5 ([./https://en.wikipedia.org/wiki/2006%E2%80%9307_Serie_A 2006–07])

## Cầu thủ

### Đội hình hiện tại
Tính đến 1 February 2024
Ghi chú: Quốc kỳ chỉ đội tuyển quốc gia được xác định rõ trong điều lệ tư cách FIFA. Các cầu thủ có thể giữ hơn một quốc tịch ngoài FIFA.
| Số | VT | Quốc gia             | Cầu thủ                          |
| -- | -- | -------------------- | -------------------------------- |
| 1  | TM | Ý                    | Sebastiano Desplanches           |
| 2  | HV | Đan Mạch             | Simon Graves                     |
| 3  | HV | Hoa Kỳ               | Kristoffer Lund                  |
| 4  | TV | Pháp                 | Claudio Gomes                    |
| 5  | HV | Ý                    | Fabio Lucioni                    |
| 6  | TV | Slovenia             | Leo Štulac                       |
| 7  | TĐ | Ý                    | Leonardo Mancuso (mượn từ Monza) |
| 8  | TV | Ý                    | Jacopo Segre                     |
| 9  | TĐ | Ý                    | Matteo Brunori                   |
| 10 | TĐ | Ý                    | Francesco Di Mariano             |
| 11 | TĐ | Ý                    | Roberto Insigne                  |
| 12 | TM | Ý                    | Manfredi Nespola                 |
| 13 | TM | Bosna và Hercegovina | Adnan Kanurić                    |
| 14 | TV | Ý                    | Filippo Ranocchia                |

| Số | VT | Quốc gia    | Cầu thủ                                 |
| -- | -- | ----------- | --------------------------------------- |
| 15 | HV | Ý           | Ivan Marconi                            |
| 17 | TĐ | Ý           | Federico Di Francesco                   |
| 18 | HV | România     | Ionuț Nedelcearu                        |
| 20 | TV | Serbia      | Aljoša Vasić                            |
| 22 | TM | Ý           | Mirko Pigliacelli                       |
| 23 | HV | Pháp        | Salim Diakité                           |
| 25 | HV | Ý           | Alessio Buttaro                         |
| 27 | TĐ | Ý           | Edoardo Soleri                          |
| 31 | HV | Ý           | Giuseppe Aurelio                        |
| 32 | HV | Ý           | Pietro Ceccaroni                        |
| 53 | TV | Scotland    | Liam Henderson (mượn từ Empoli)         |
| 70 | TĐ | Bờ Biển Ngà | Chaka Traorè (mượn từ AC Milan)         |
| 80 | TV | Sénégal     | Mamadou Coulibaly (mượn từ Salernitana) |